# One Love/A Long Journey
«One Love/A Long Journey» es el séptimo y último sencillo de la corta carrera de la banda japonesa Hλl, lanzado al mercado el día 16 de agosto del año 2002 bajo el sello avex trax.

## Detalles
Este es el único sencillo de HΛL que contiene dos temas de cara A, que componen un mismo sencillo y para los cuales fueron grabados dos videos musicales. El primero es una balada y el segundo tiene una melodía más animada, y sus videos fueron incluidos en la segunda compilación audiovisual de la banda, titulado "ONE", y que fue lanzado al mercado el mismo día que el segundo álbum de estudio de la banda "As long as you love me", que también es el trabajo que contiene las dos canciones presentes en este sencillo.
Este sencillo también un remix exclusivo del tema "Violation of the rules" presente en el primer álbum de la banda que tiene el mismo nombre. Esta remezcla fue hecha por la misma banda.

## Canciones
1. ONE LOVE
2. A LONG JOURNEY
3. Violation of the rules ～Hλl's MIX 2000
4. ONE LOVE (TV MIX)
5. A LONG JOURNEY (TV MIX)

- Datos: Q11237333